# Stáří není pro sraby
Stáří není pro sraby je český film z roku 2022 režiséra a scenáristy Tomáše Magnuska. Na scénáři se také podílel Petr Markov.
Film vypráví o posledním společném výletu čtyř přátel, v mládí plavčíků, brigádně zaměstnaných v městských lázních, kteří se na konci života rozhodnou vydat se na cestu, při které si splní svoje tajná přání. Titulní role čtyř plavčíků v důchodu ztvárnili Jiří Krampol, Rudolf Hrušínský ml., Luděk Sobota a Jan Přeučil. Roli vnuka filmové postavy Rudolfa Hrušínského, youtubera, který přiměje svého dědu a jeho přátele k dobrodružné cestě, ztvárnil Robert Cejnar.
Předpremiéry filmu proběhly během podzimu roku 2021 v omezené kinodistribuci s tvůrčí delegací v několika kinech v České republice, převážně v Královéhradeckém kraji, domovském regionu režiséra a producenta filmu Tomáše Magnuska.

## Natáčení
Natáčení probíhalo od května do srpna roku 2020. Například v Novém Městě nad Metují, na zámku Doudleby nad Orlicí, vodní nádrži Rozkoš, v Grandhotelu Pupp v Karlových Varech, krytém bazénu v Dobrušce, Nemocnici Náchod, obci Rychnovek, ve Vojenském muzeu na demarkační linii v Rokycanech a v obci Samopše.

## Obsazení
| Jiří Krampol            | Silvestr Kňour             |
| Rudolf Hrušínský mladší | Josef                      |
| Luděk Sobota            | Janata                     |
| Jan Přeučil             | Kačer                      |
| Robert Cejnar           | Tomáš                      |
| Ladislav Frej           | Viktor Krása               |
| Jakub Moulis            | Silvestr Kňour (mladý)     |
| Ladislav Ondřej         | Janata (mladý)             |
| Jakub Ticháček          | Josef (mladý)              |
| Jan Burda               | Kačer (mladý)              |
| Matěj Dejdar            | Viktor Krása (mladý)       |
| Eva Burešová            | Maruška / Marušky vnučka   |
| Martin Dejdar           | Kropík                     |
| Jaroslava Obermaierová  | Božena Kňourová            |
| Ivan Vyskočil           | Vláďa                      |
| Dominika Myslivcová     | youtuberka                 |
| Tomáš Magnusek          | Vojtěch                    |
| Emerson Fittipaldi      | Emerson Fittipaldi         |
| Liliana Malkina         | postarší uklízečka Lounová |
| Lubomír Nymburský       | Holan                      |
| Jiří Hromada            | Žoha                       |
| Veronika Jeníková       | paní v Zoo                 |
| Jan Kuželka             | strejda z Bučic            |
| David Šír               | Zahálka                    |
| Vlastimil Dejdar        | lázeňský švihák            |
| Rudolf Vítek            | lázeňský švihák            |
| Jiří Polák              | lázeňský švihák            |
| Milada Thérová          | bordelmamá                 |
| Jan Birke               | vrchní v Puppu             |
| Natálie Grossová        | servírka v Puppu           |
| Anežka Matušinská       | servírka v Puppu           |
| Yvetta Kornová          | městská tulačka            |
| Josef Petrů             | městský tulák              |
| Petr Vrzáň              | městský tulák              |
| Tomáš Matonoha          | majitel závodního areálu   |